# 北海道ファミリーマート
株式会社北海道ファミリーマート（ほっかいどうファミリーマート）は、かつて存在したファミリーマートの北海道地域運営会社。2016年3月1日にファミリーマートへ会社分割の形で事業譲渡した。

## 概要
丸ヨ西尾（現セイコーフレッシュフーズ）は、ファミリーマートの筆頭株主である伊藤忠商事と従前から資本関係にあり、北海道に進出していなかったファミリーマートとはDVD仕入れや歳暮商品取り扱いなどで提携関係にあった。それゆえ、道内でコンビニチェーン店舗数シェア第1位（2006年（平成18年）9月時点）を有するセイコーマートとの兼ね合いから、ファミリーマートの道内進出は最後まで手付かずであった。
2006年、ファミリーマートの全国出店構想に基づき、丸ヨ西尾が51％出資し主導権を握る合弁によって北海道ファミリーマート（初代）を設立。道内におけるエリアフランチャイズが実現した。会社設立から半年後の同年7月に、第1号店として「ファミリーマート札幌本町1条店」を札幌市東区にオープン。これをもって、ファミリーマートは、1997年のローソンに次ぐ2番目の全都道府県出店を達成した。当初、3年以内に札幌圏を中心に50店の出店を予定していた。しかし2015年3月26日、ファミリーマートはセイコーフレッシュフーズとの間で、北海道ファミリーマートにかかわる合弁契約を解消したと発表。全75店舗のうち27店舗をセイコーマートへ譲渡し、同社店舗に転換された。7月1日には新設分割で北海道ファミリーマート（2代目）が設立された。2代目となる北海道ファミリーマートはファミリーマートの完全子会社であった。
2016年3月1日、北海道ファミリーマートは親会社のファミリーマートを継承会社とした会社分割により、北海道ファミリーマートのコンビニエンスストア事業を事業譲渡した。これにより、ファミリーマートは北海道ディストリクト（北海道における事業部署）を新設した。

## 沿革
- 2006年
  - 2月6日 会社設立、当時の事務所は北海道札幌市白石区流通センター7丁目。
  - 7月7日 北海道ファミリーマート1号店の札幌本町1条店（札幌市）開店[10]。
- 2010年
  - 3月29日 事務所移転。
- 2011年
  - 11月25日 50店舗目となる札幌北16条店開店。
- 2013年
  - 7月19日 道南地区初進出となる函館五稜郭店（函館市）開店。
- 2015年
  - 3月26日 ファミリーマートとセイコーフレッシュフーズによる北海道ファミリーマートにかかわる合弁契約を解消。
  - 7月1日 会社新旧分割（新設分割）を実施[5]。2代目となる北海道ファミリーマートが設立。
- 2016年
  - 3月1日 ファミリーマートが北海道ファミリーマートのコンビニエンスストア事業を承継[6]。

### 店舗ギャラリー

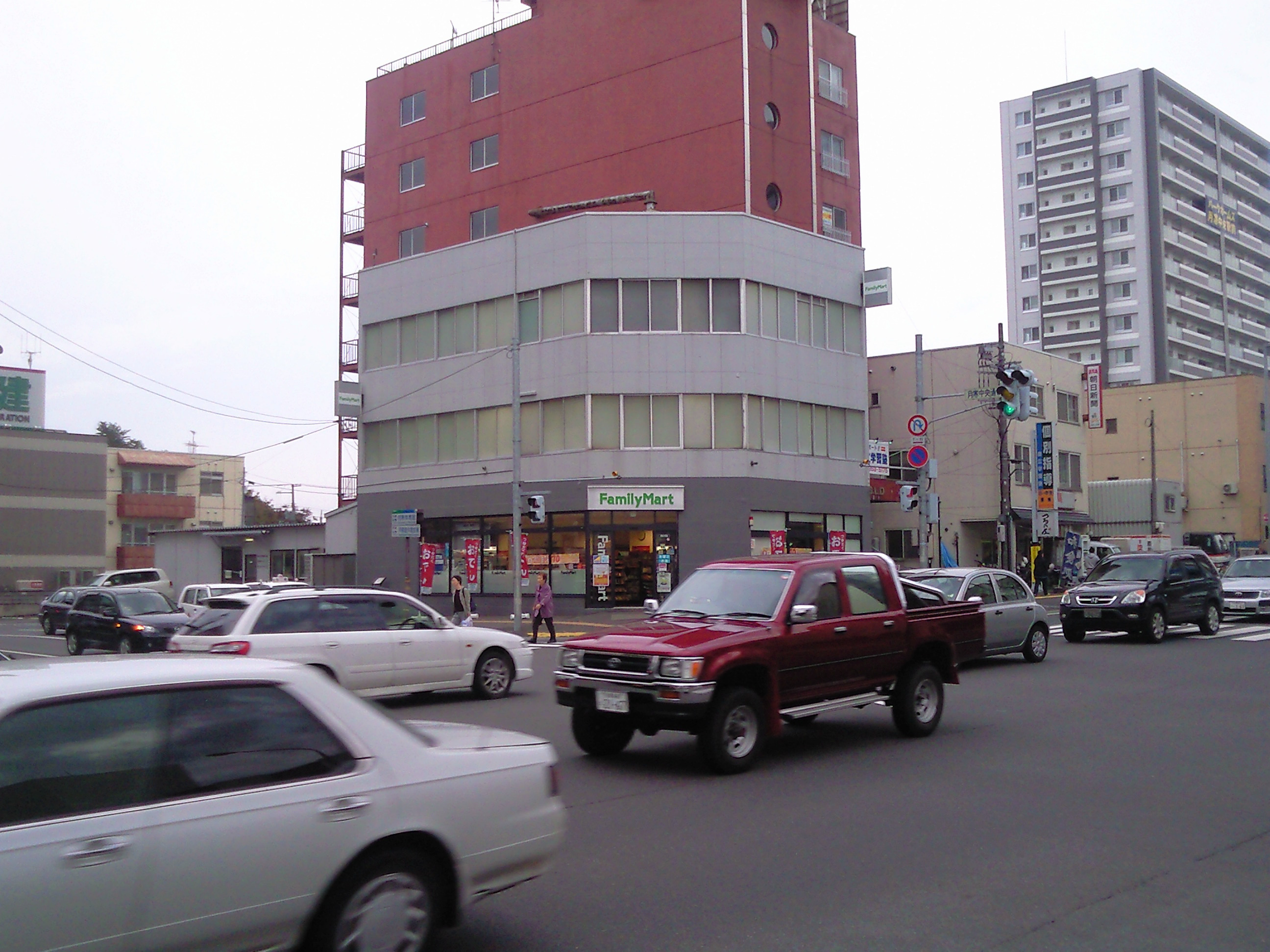
月寒中央店 （札幌市豊平区）
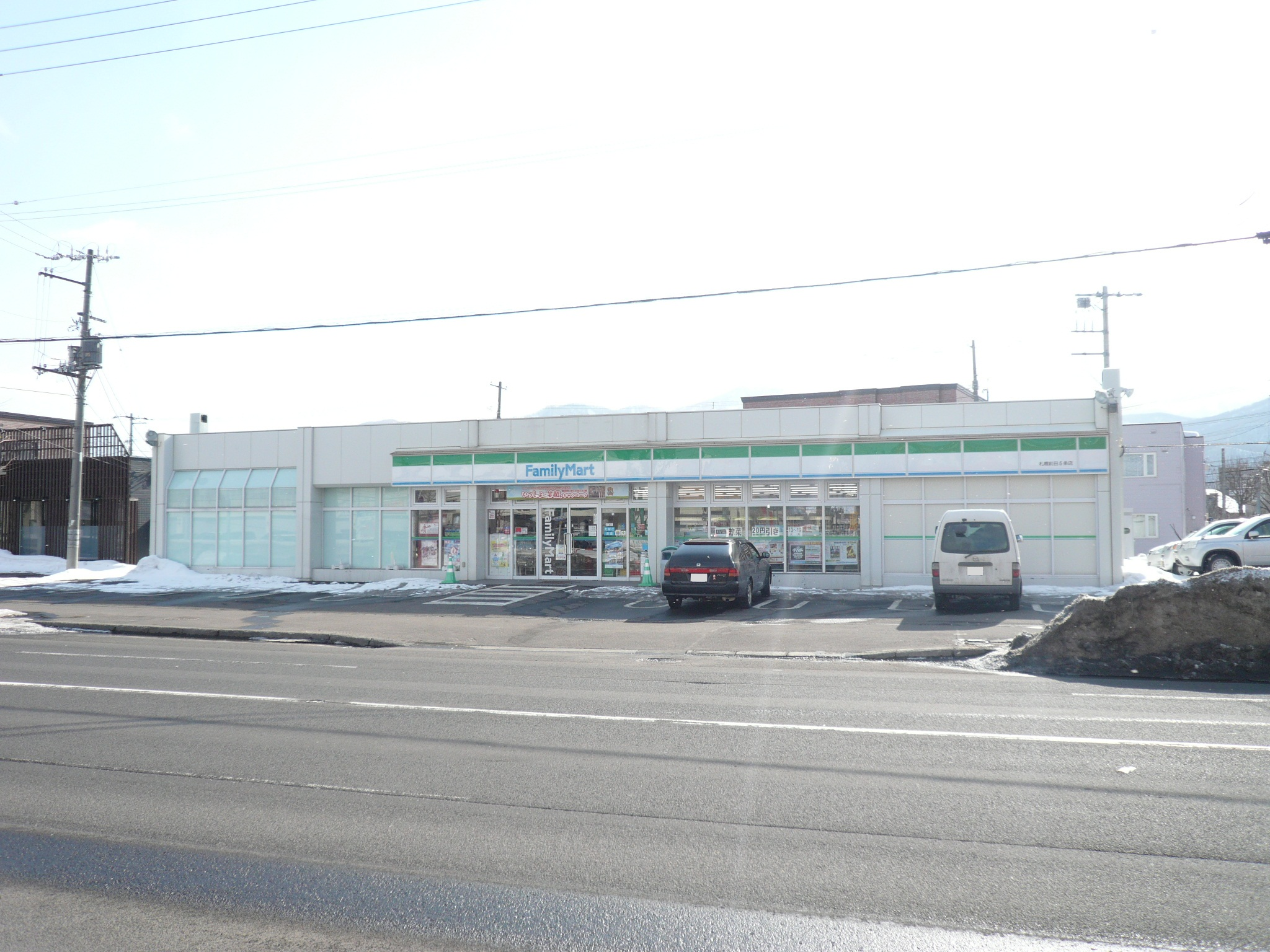
札幌前田5条店(現在はセイコーマート） （札幌市手稲区）

## 店舗サービス
商品や決済など対応サービスはファミリーマートを参照。一部、北海道オリジナル商品が発売される。
- 2008年12月9日より北海道ファミリーマートでは初となるオリジナル商品として「名もなき生ワイン」（北海道ワイン製造）を、北海道・南九州・沖縄ファミリーマートで発売。売り上げ次第ではファミリーマート本社の店舗での販売も検討される。
- 2009年3月3日より、雑誌の企画から誕生した「道産小麦のロールケーキ」を発売。
- 2009年9月18日より「さっぽろオータムフェスト」とのコラボレーション企画として、北海道産の食材を使用した「噴火湾産帆立と知床鶏の釜飯風丼」「知床鶏の焼鶏風おむすび」「北海道かぼちゃロール」を発売。
- 2010年11月30日より、「ゆめぴりか弁当」を発売。
- 2012年2月6日より12日まで、雪ミクグッズや雪ミクとのコラボレーションした弁当・おむすびを発売。